# Земля жадає
«Земля жадає» — радянський художній фільм-драма 1930 року режисера Юлія Райзмана. Інша назва фільму — «Два підкопи». Фільм був знятий на рубежі німого і звукового кіно. Первісна версія фільму — німа, але в 1931 році він був озвучений шумами і музикою. Озвучена картина довго йшла на екранах країни як одна з найпопулярніших радянських звукових стрічок. Американський режисер Кінг Відор в 1934 році заявив у пресі, що не тільки тема, але й багато сцен його фільму «Хліб наш насущний» виникли під прямим впливом фільму Райзмана «Земля жадає» та інших радянських фільмів>.

## Сюжет
Події відбуваються на початку 1920-х років у далекому туркменському аулі, загубленому в пісках Кара-Кума. Селище відчуває гостру нестачу води, що змушує селян підкорятися Аман-Дурди-баю. Одного дня до аулу приїжджають четверо радянських студентів-практикантів з гідротехнічного вишу. Комсомольці звертаються до місцевого населення з пропозицією спорядити експедицію до пагорбів Тимура, який перекриває доступ води в пустелю. Природно, що це не може сподобатися баю, якого влаштовує ситуація, що склалася з водою, і він хоче, щоб селяни й далі залежали від нього.

## У ролях
- Юлдаш Агзамов — Курбан-Гелди
- Кіра Андронікашвілі — Джамал
- Дмитро Консовський — Сеня Богатирчук
- Микола Санішвілі — Ніко
- Сергій Сльотов — Льова Коган
- Л. Шнейвенс — Аман-Дурди-бай
- М. Виноградов — Виноградов

## Знімальна група
- Режисер — Юлій Райзман
- Сценарист — Сергій Єрмолінський
- Оператор — Леонід Косматов
- Композитори — Рейнгольд Глієр, Сергій Ряузов, Володимир Соколов